# Lore Gillis
Lore Gillis (ur. 29 listopada 1988) – belgijska siatkarka, reprezentantka kraju, grająca jako atakująca. Brązowa medalistka mistrzostw Europy 2013 rozgrywanych w Niemczech i Szwajcarii. Obecnie występuje w drużynie VC Oudegem.